# Kanton Dijon-6
Der Kanton Dijon-6  ist seit 1973 ein französischer Wahlkreis im Arrondissement Dijon, im Département Côte-d’Or und in der Region Bourgogne-Franche-Comté; sein Hauptort ist Dijon, Vertreter im Generalrat des Départements ist seit 2004 François-Xavier Dugourd. 

## Gemeinden
Der Kanton besteht aus drei Gemeinden und einem Teil der Stadt Dijon mit insgesamt 26.019 Einwohnern (Stand: 1. Januar 2022) auf einer Gesamtfläche von 30,40 km²:
| Gemeinde            | Einwohner 1. Januar 2022 | Fläche km² | Dichte Einw./km² | Code INSEE | Postleitzahl |
| ------------------- | ------------------------ | ---------- | ---------------- | ---------- | ------------ |
| Corcelles-les-Monts | 654                      | 14,33      | 46               | 21192      | 21160        |
| Dijon               | 25.134                   | 9,78       | 2.570            | 21231      | 21130        |
| Flavignerot         | 231                      | 6,29       | 37               | 21270      | 21160        |
| Kanton Dijon-6      | 26.019                   | 30,40      | 856              | 2113       | –            |

1. ↑   Nur der westliche Teil der Gemeinde, der Rest verteilt sich auf die Kantone Dijon-1, Dijon-2, Dijon-3, Dijon-4 und Dijon-5.

Bis zur landesweiten Neuordnung der französischen Kantone im März 2015 gehörte zum Kanton Dijon-6 ein Teil der Gemeinde Dijon. Er besaß vor 2015 den INSEE-Code 2140.